# Gneu Corneli Escipió Àsina
Gneu Corneli Escipió Àsina (en llatí: Gnaeus Cornelius Scipio Asina) va ser un magistrat romà. Era fill de cònsol del 298 aC Luci Corneli Escipió Barbat, i formava part de la gens Cornèlia, i de la família dels Escipions, d'origen patrici.
Ell mateix va ser elegit cònsol el 260 aC juntament amb Gai Duïl·li durant la Primera Guerra Púnica i se li va encarregar el comandament de la flota construïda feia poc pels romans. Va atacar les illes Lípares i allà va ser derrotat i fet presoner junt amb disset naus. Aquests fets presenten diverses variants segons els autors: Titus Livi, Eutropi, Zonaràs, i Poliè el Macedoni. Va recuperar més tard la llibertat quan Gai Atili Règul Serrà va ser cònsol, i va derrotar els cartaginesos a les illes. Escipió Àsina va ser cònsol per segona vegada l'any 254 aC amb Aulus Atili Calatí, i va passar a Sicília amb el seu col·lega, on va conquerir la important ciutat de Panorm, obtenint els honors del triomf.